# Fuglevik
Fuglevik är en tätort i Moss kommun i Østfold fylke i sydöstra Norge. Orten ligger cirka fem kilometer söder om staden Moss vid yttre Oslofjorden.
Tidigare har orten tillhört dåvarande Rygge kommun.